# 레베카 (2020년 영화)
《레베카》(영어: Rebecca)는 2020년 개봉한 영국의 로맨틱 스릴러 영화이다. 벤 휘틀리가 감독을 맡았으며, 대프니 듀모리에의 동명 소설이 영화의 원작이다.

## 출연

### 주연
- 릴리 제임스 : 드 윈터 부인 역
- 아미 해머 : 맥심 드 윈터 역

### 조연
- 킬리 호위스 : 비어트리스 레이시 역
- 앤 도드 : 벤 호퍼 부인 역
- 크리스틴 스콧 토머스 : 댄버스 부인 역
- 샘 라일리 : 잭 파벨 역
- 빌 페이터슨 : 베이커 박사 역

## 같이 보기
- 레베카 (소설)
- 레베카 (1940년 영화)